# Kościół św. Katarzyny w Lubece
Kościół św. Katarzyny w Lubece (niem. St. Katharinen zu Lübeck) – była świątynia klasztoru franciszkanów, a zarazem jedyny do tej pory zachowany kościół klasztorny w Lubece.
Klasztor św. Katarzyny służył braciom mniejszym od 1225 aż do reformacji w 1531. Dziś kompleks średniowiecznych budynków klasztornych obejmuje były kościół klasztorny (obecnie muzeum), gimnazjum Katharineum oraz bibliotekę miejską.
Zespół budowli klasztornych jest jednym z wielu zabytków lubeckiego hanzeatyckiego Starego Miasta, które w 1987 zostało wpisane na listę dziedzictwa kulturowego UNESCO.

## Historia

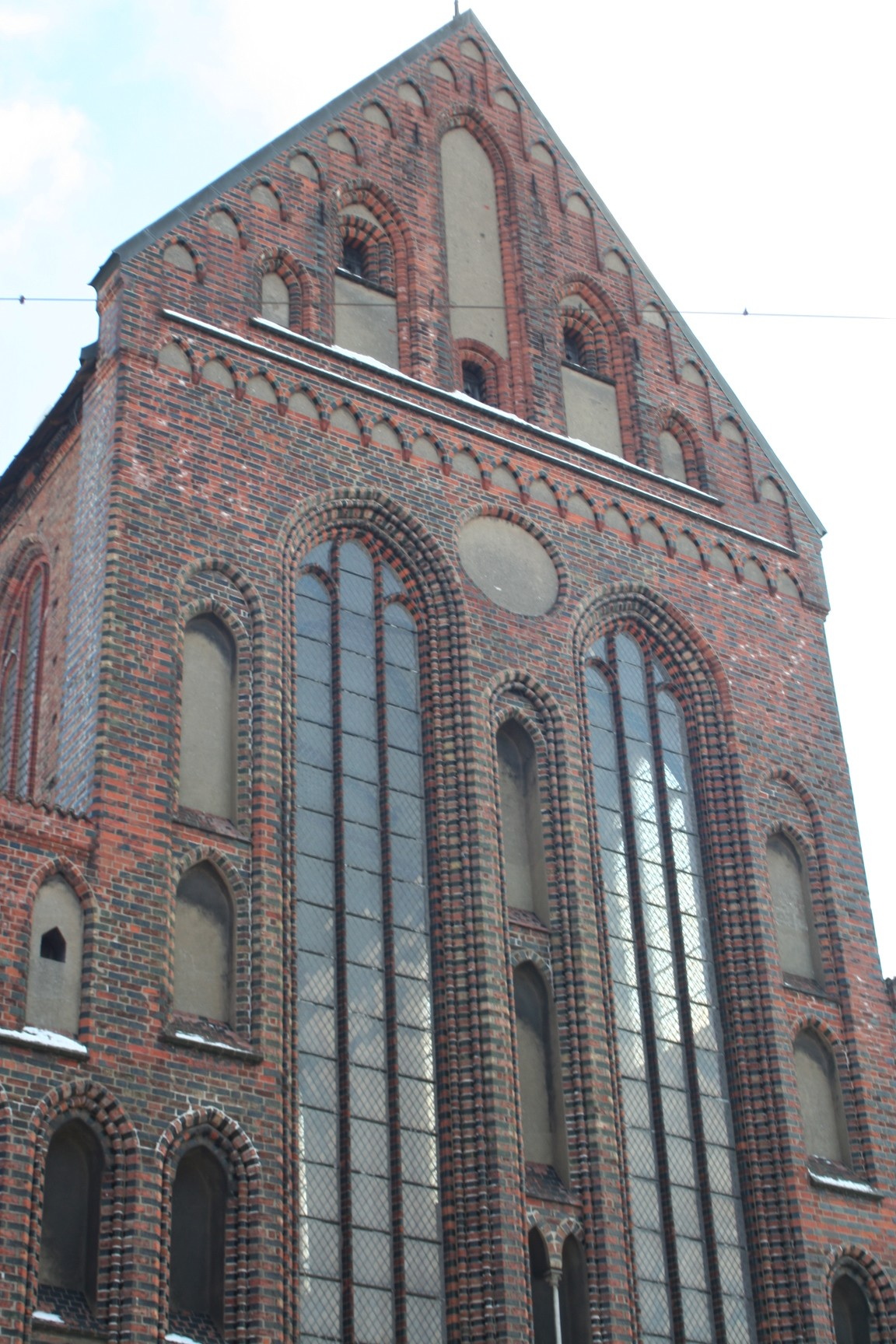
Fasada zachodnia

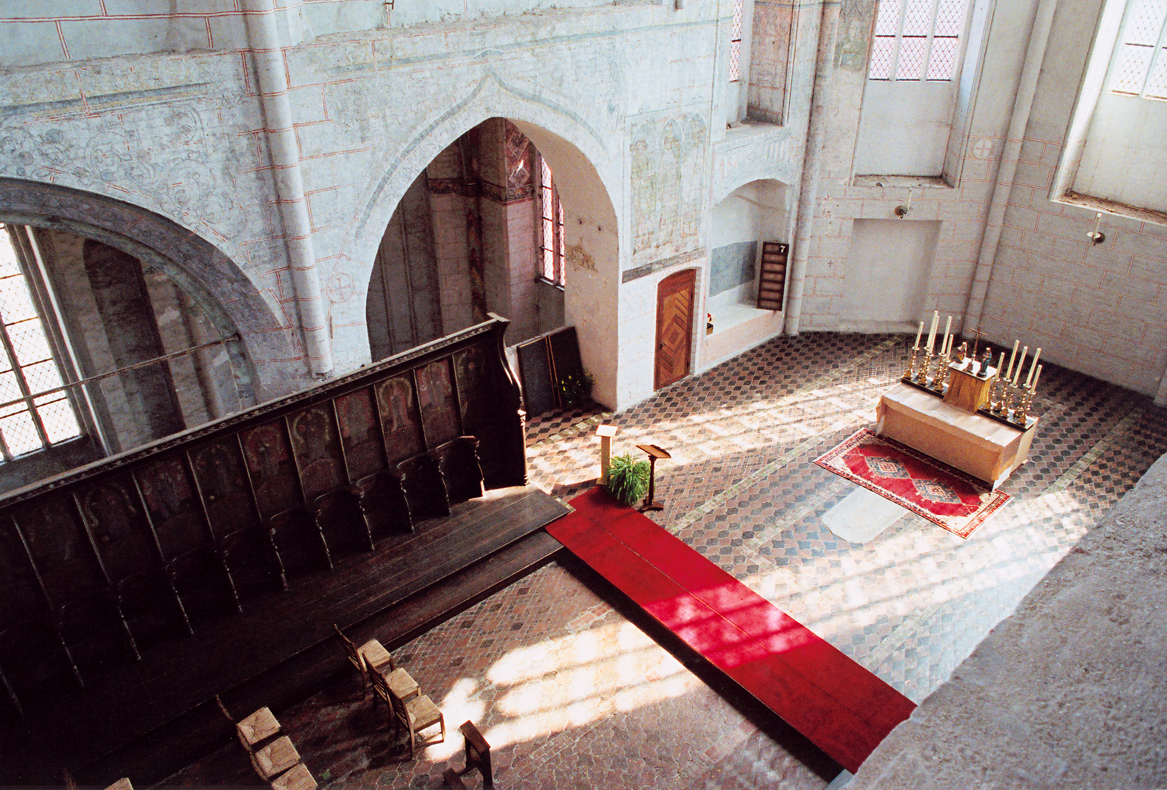
Widok na prezbiterium górne

Jeszcze za życia św. Franciszka z Asyżu, w 1225 r., bracia mniejsi otrzymali ziemię pod budowę klasztoru i kościoła przy obecnej ulicy Königstraße, na rogu Glockengießerstraße.
O pierwszym kościele niewiele wiadomo. Na początku XIV w. zbudowano na nowo część wschodnią wraz z prezbiterium oraz nawą główną w stylu gotyku ceglanego. Wcześniej uważano, że nawa powstała ok. 1350. Późniejsze badania dendrochronologiczne wykazały, że dach pochodzi już z 1303.
Kościół jest dziewięcio-przęsłową bazyliką, z asymetrycznymi nawami bocznymi, wielokątnym zamknięciem prezbiterium oraz dwunawowym transeptem. Asymetryczna budowa kościoła została wymuszona przebiegiem ulicy Glockengießerstraße. Jako kościół klasztorny, świątynia nie posiadała wieży, a jedynie sygnaturkę. W sygnaturce kołysał się dzwon z 1399, odlany przez mistrza Johanna Reborcha. Dzwon ten jest bogato zdobiony symbolami pielgrzymów oraz wizerunkami świętych, m.in. św. Katarzyny z Aleksandrii. Obecnie można go podziwiać wewnątrz kościoła.
Architektura kościoła jest wyjątkowo bogata jak na budowlę franciszkanów. Świątynia posiada dekoracyjną fasadę zachodnią oraz unikatową konstrukcję prezbiterium, złożonego z prezbiterium dolnego dochodzącego aż do skrzyżowania transeptu z nawą główną oraz rozciągającego się nad nim prezbiterium górnego.
W czasach reformacji, decyzją Jana Bugenhagena klasztor św. Katarzyny służył jako szkoła łacińska, przekształcona później w Katharineum (niem. Katharineum zu Lübeck). Na początku XVII w. część pomieszczeń poklasztornych otrzymała biblioteka miejska. Kościół św. Katarzyny stał się kościołem filialnym Kościoła Mariackiego. Odprawiono tu msze szkolne oraz żałobne. W bocznej sali chóru zbierał się trzy razy do roku konsystorz, by orzekać w sprawach rodzinnych i małżeńskich. W 1829 również i to pomieszczenie oddano bibliotece.
Podczas francuskiej okupacji Lubeki (1806-1813) wojska napoleońskie urządziły w kościele stajnię a następnie lazaret.
W 1841, z inicjatywy Carla Juliusa Milde, w prezbiterium górnym powstała pierwsza kolekcja sztuki średniowiecznej. Milde zatroszczył się o przechowanie i bezpieczeństwo klasztornych dzieł sztuki. Kolekcja ta dała w 1915 początek zbiorom średniowiecznej sztuki sakralnej w muzeum w klasztorze św. Anny (niem. St.-Annen-Museum).
W XIX w. i na początku wieku XX, kościół służył naprzemiennie celom liturgicznym i muzealnym. Carl Georg Heise, dyrektor lubeckiego muzeum sztuki, planował tu nawet wystawę zbiorów odlewów gipsowych dzieł pochodzących z Lubeki. Po dziś dzień zachował się monumentalny odlew rzeźby św. Jerzego, wykonanej na zlecenie szwedzkiego regenta Stena Sture Starszego przez Bernta Notkego by upamiętnić bitwę pod Brunkebergiem. Oryginał rzeźby znajduje się w kościele św. Mikołaja w Sztokholmie.
Po tym jak większość kościołów w centrum miasta została zburzona w czasie bombardowań alianckich w 1942, kościół św. Katarzyny ponownie służył celom liturgicznym.
Jedną z kaplic bocznych oddano rosyjskiemu kościołowi prawosławnemu, który użytkuje ją po dziś dzień jako kościół św. Prokopa. Grecki kościół prawosławny odprawiał msze w prezbiterium dolnym. Od początku lat 80. kościół udziela pomieszczeń Bractwu Świętego Piusa X, które celebruje msze w rycie trydenckim.
Na początku lat 60. udostępniono połączenie kościoła z krużgankami klasztoru, obecnie szkoły. Odtąd, aż do lat 90., kościół służył Katharineum do cotygodniowych mszy porannych. Obecnie szkoła organizuje tu wiele uroczystości oraz koncertów muzycznych. W 1980 r. kościół został przekształcony w muzeum historii kultury i sztuki hanzeatyckiego miasta Lubeki. Od 01.01.2006 muzeum zarządza Fundacja Kultury Hanzeatyckiego Miasta Lubeka (niem. Kulturstiftung Hansestadt Lübeck).

## Wystrój wnętrz

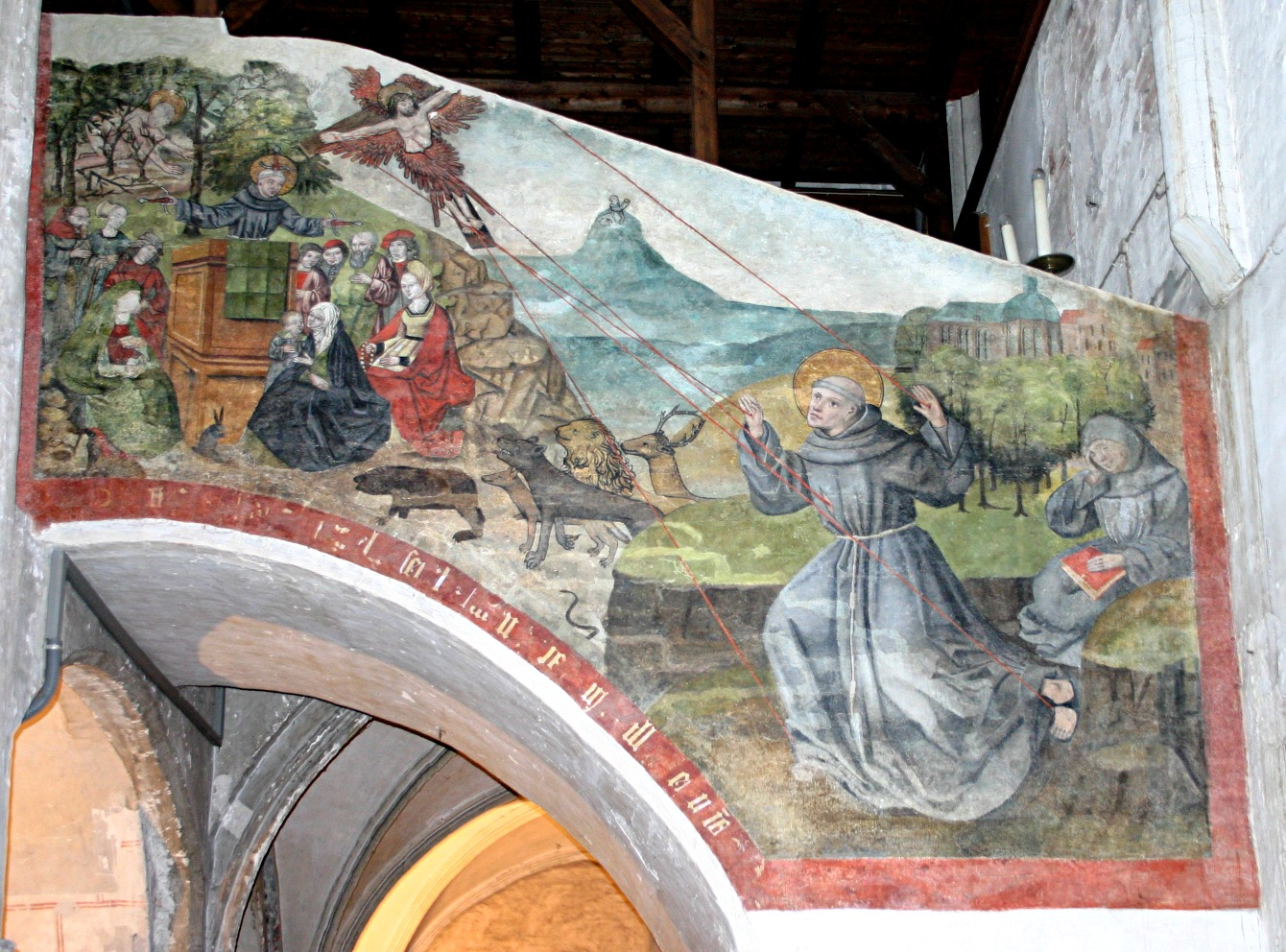
Fresk ”Franciszek z Asyżu"

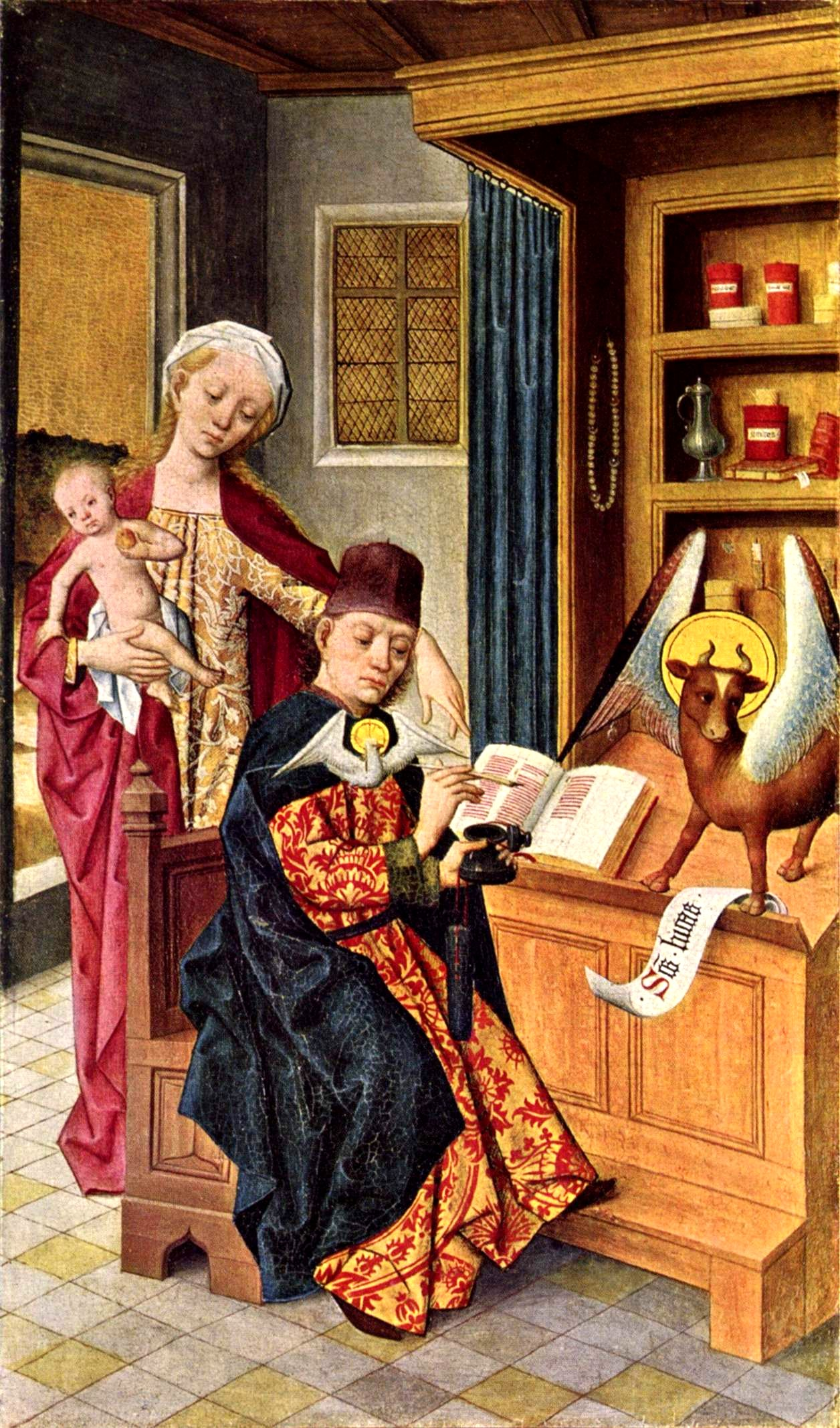
Lewe skrzydło ołtarza św. Łukasza, Hermen Rode

Z gotyckiego wystroju zachowały się freski, krzyż tryumfalny (ok. 1450) oraz stalle na podwyższeniu prezbiterium, zdobione wizerunkami franciszkańskich świętych. Wejście na chór zdobi fresk przedstawiający św. Franciszka otrzymującego stygmaty (ok. 1500).
W nawie środkowej znajduje się pochodząca z 1699 ambona. Kazalnica ta służyła wcześniej w kościele św. Wawrzyńca, który zawalił się w 1899. Wtedy też oryginalna ambona z kościoła św. Katarzyny została przeniesiona do kościoła św. Piotra, gdzie spłonęła w czasie bombardowań w 1942.
Oryginalny ołtarz z kościoła św. Katarzyny- ołtarz św. Łukasza (niem. Lukasaltar) autorstwa Hermena Rode znajduje się w zbiorach Muzeum Historii Sztuki i Kultury w klasztorze św. Anny. W muzeum tym zobaczyć można również inne dzieła sztuki z kościoła św. Katarzyny: ołtarz pasyjny z kaplicy stowarzyszenia Zirkelgesellschaft oraz potrety rodziny Crispin.

### Epitafia i nagrobki
Kościół św. Katarzyny często wybierano jako miejsce pochówku. W 1277 toczył się nawet spór o prawo pochówku w kościele pomiędzy miastem a biskupem Burkhardem von Serkem, który wystarał się u papieża o interdykt i rozpoczął proces przed kurią rzymską. Proces zakończył się w 1281 ugodą, która gwarantowała franciszkanom prawo do chowania zmarłych na terenie kościoła.
Podłoga w kościele usłana jest płytami nagrobnymi, pochodzącymi z okresu od średniowiecza do XVIII w. W prezbiterium dolnym znajduje się najcenniejszy nagrobek: flamandzka mosiężna płyta nagrobna burmistrza Johanna Lüneburga (zm. 1461).
Najcenniejsze epitafium znajduje się nieco z boku, na zachodnim krańcu południowej nawy bocznej. Jest to majstersztyk sztuki włoskiej autorstwa Jacopo Tintoretto "Powstanie z martwych Łazarza" (1576) oprawiony w bogate manierystyczne ramy.
W nawie południowej wisi także epitafium malarza i werkmistrza kościoła św. Katarzyny Zachariasa Knillera (1611-1675), wykonane przez jego synów Godfreya Knellera (1646-1723) i Johanna Zachariasa Knillera (1644-1702).
W północnej nawie bocznej znajduje się grób i epitafium hamburskiego organisty i kompozytora Johanna Adama Reinckena.

### Figury fasady zachodniej
W 1929, z inicjatywy dyrektora muzeum Carla Georga Heise, Ernst Barlach rozpoczął prace nad zaprojektowaniem serii posągów pod tytułem “Wspólnota Świętych”, które miały stanąć w niszach fasady zachodniej. Do 1933 gotowe były trzy posągi klinkierowe wykonane przez Ilse Bergbau AG: Kobieta na wietrze (niem. Frau im Wind), Żebrak (niem. Bettler) oraz Śpiewający uczniowie szkoły klasztornej (niem. Singende Klosterschüler). Heise, który został zwolniony z posady dyrektora muzeum w 1933, kazał ukryć figury przed nazistami. Po zakończeniu wojny fryz został ukończony w 1949 przez Gerharda Marcksa, który dodał następujące rzeźby: Chrystusa cierpiącego (niem. Christus als Schmerzensmann), Podpalacza (niem. Brandstifter), Dziewicę (niem. Jungfrau), Matkę i dziecko (niem. Mutter und Kind), Kassandrę oraz Proroka.